# Turkosbröstad tangara
Turkosbröstad tangara (Tangara cyanoventris) är en fågel i familjen tangaror inom ordningen tättingar.

## Utseende och läte
Turkosbröstad tangara är en liten och bjärt färgad tangara. Den känns igen på ett ostreckat gult huvud, kraftigt streckad svart rygg och svart på panna och strupe. Vidare är den blå under, med grönt på vingar och stjärt. Lätet är ett ljust "psii".

## Utbredning och systematik
Fågeln förekommer i sydöstra Brasilien (södra Bahia och sydöstra Minas Gerais till östra São Paulo). Den behandlas som monotypisk, det vill säga att den inte delas in i några underarter.

## Levnadssätt
Turkosbröstad tangara hittas i bergsbelägna skogar och ungskog. Den ses vanligen i par eller smågrupper i trädtaket eller strax under, ofta som en del av kringvandrande artblandade flockar.

## Status och hot
Arten har ett stort utbredningsområde, men tros minska i antal, dock inte tillräckligt kraftigt för att den ska betraktas som hotad. Internationella naturvårdsunionen IUCN listar arten som livskraftig (LC).